# Sayed Abdel Hafeez
Sayed Mohamed Mohamed Abdel Hafeez appelé plus couramment Sayed Abdel Hafeez (arabe : سيد عبد الحفيظ), né le 27 octobre 1977 à Faiyum en Égypte est un joueur de football professionnel égyptien qui évoluait au poste d'arrière droit.

## Biographie
Il est formé à Al Ahly SC. Il a joué toute sa carrière dans le club du Caire d'Al Ahly, où il finit capitaine. Il joue en tout 220 matchs et inscrit près de 30 buts. Il prend sa retraite en 2006. Il est également international égyptien.